# Earl's Court Exhibition Center
Earl's Court Exhibition Center eller Earl's Court Arena er et kendt spillested i London. Det fungerer også som hotel, restaurant og udstillingssted og blev desuden brugt til volleyball under sommer-OL 2012.